# FIBA Europapokal der Landesmeister 1973/74
Die Saison 1973/74 war die 17. Spielzeit des FIBA Europapokal der Landesmeister, der von der FIBA Europa veranstaltet wurde.
Den Titel gewann zum fünften Mal Real Madrid aus Spanien.

## Modus
Es nahmen die 25 Meister der jeweiligen nationalen Liga sowie der Titelverteidiger teil. Die Sieger der Spielpaarungen wurden in Hin- und Rückspiel ermittelt. Entscheidend war das gesamte Korbverhältnis beider Spiele. Die Sieger der Spielpaarungen im Achtelfinale, in der Top-8-Gruppenphase, sowie im Halbfinale wurden ebenfalls in Hin- und Rückspiel ermittelt. Das Finale wurde in einem Spiel an einem neutralen Ort ausgetragen.

## 1. Runde
- Hinspiele: 8. November 1973
- Rückspiele: 15. November 1973

|                              | Gesamt  |                     | Hinspiel | Rückspiel     |
| ---------------------------- | ------- | ------------------- | -------- | ------------- |
| USC Heidelberg               | 152:144 | CD Maxaquene        | 85:65    | 67:79         |
| Fribourg Olympic             | 127:209 | Real Madrid         | 74:100   | 71:105        |
| Csepel SC                    | 129:135 | Partizani Tirana    | 58:57    | 71:78         |
| UBSC Wienerberger            | 1       | Al-Gezira           | —        | —             |
| Levi's Flamingo's            | 255:144 | Boroughmir          | 129:74   | 126:70        |
| Solna IF                     | 176:133 | Epping Avenue BC    | 103:64   | 73:69         |
| Radnički Belgrad             | 89:49   | BBC Amicale         | 89:49    | nur ein Spiel |
| BK Akademik Sofia            | 284:106 | Renaissance Berkane | 112:53   | 172:53        |
| Turun NMKY                   | 152:155 | Dukla Olmütz        | 71:61    | 81:94         |
| İstanbul Teknik Üniversitesi | 137:160 | Ford Antwerpen      | 64:71    | 73:89         |
| Wybrzeże Gdańsk              | 157:167 | Panathinaikos Athen | 87:70    | 70:97         |

## Achtelfinale
- Hinspiele: 29. November 1973
- Rückspiele: 6. Dezember 1973

|                     | Gesamt  |                    | Hinspiel | Rückspiel |
| ------------------- | ------- | ------------------ | -------- | --------- |
| USC Heidelberg      | 103:214 | Real Madrid        | 54:94    | 48:120    |
| Partizani Tirana    | 140:149 | UBSC Wienerberger  | 72:71    | 68:78     |
| Levi's Flamingo's   | 156:174 | Maccabi Tel Aviv   | 85:84    | 71:90     |
| Solna IF            | 142:155 | Radnički Belgrad   | 67:78    | 75:77     |
| BK Akademik Sofia   | 163:155 | Dukla Olmütz       | 83:65    | 80:90     |
| Ford Antwerpen      | 140:132 | CS Dinamo Bukarest | 75:65    | 65:67     |
| Panathinaikos Athen | 156:182 | Berck Basket Club  | 99:80    | 57:102    |

- Für die Gruppenphase gesetzt als Titelverteidiger:  Ignis Pallacanestro Varese

## Gruppenphase (Top 8)
Die Sieger der Spielpaarungen in der Gruppenphase wurden in Hin- und Rückspiel ermittelt. Entscheidend war das Gesamtergebnis beider Spiele. Wer dies für sich entschied, bekam den Sieg gutgeschrieben.
Bei Punktgleichheit zweier oder dreier Teams entschied nicht das Korbverhältnis, sondern der direkte Vergleich untereinander.
- 1. Spieltag: 10. Januar 1974
- 2. Spieltag: 17. Januar 1974
- 3. Spieltag: 31. Februar 1974
- 4. Spieltag: 7. Februar 1974
- 5. Spieltag: 21. Februar 1974
- 6. Spieltag: 28. Februar 1974

### Gruppe A
| Team                          | Sp | S | N | P+  | P-  |
| ----------------------------- | -- | - | - | --- | --- |
| 1. Ignis Pallacanestro Varese | 3  | 3 | 0 | 538 | 453 |
| 2. Berck Basket Club          | 3  | 2 | 1 | 500 | 484 |
| 3. Maccabi Tel Aviv           | 3  | 1 | 2 | 493 | 508 |
| 4. Ford Antwerpen             | 3  | 0 | 3 | 448 | 534 |

### Gruppe B
| Team                 | Sp | S | N | P+  | P-  |
| -------------------- | -- | - | - | --- | --- |
| 1. Real Madrid       | 3  | 3 | 0 | 591 | 484 |
| 2. Radnički Belgrad  | 3  | 2 | 1 | 542 | 534 |
| 3. UBSC Wienerberger | 3  | 1 | 2 | 487 | 517 |
| 4. BK Akademik Sofia | 3  | 0 | 3 | 525 | 610 |

## Halbfinale
- Hinspiele: 14. März 1974
- Rückspiele: 21. März 1974

|                            | Gesamt  |                   | Hinspiel | Rückspiel |
| -------------------------- | ------- | ----------------- | -------- | --------- |
| Ignis Pallacanestro Varese | 175:161 | Radnički Belgrad  | 105:78   | 70:83     |
| Real Madrid                | 194:148 | Berck Basket Club | 99:67    | 95:81     |

## Finale
Das Endspiel fand am 3. April 1974 in Nantes statt.
|             | Ergebnis |                            |
| ----------- | -------- | -------------------------- |
| Real Madrid | 84:82    | Ignis Pallacanestro Varese |

- Final-Topscorer:  Dino Meneghin (Ignis Pallacanestro Varese): 25 Punkte